# Claudia Moda
Claudia Moda foi uma revista especializada em moda publicada pela Editora Abril como uma publicação autônoma entre 1982 e 1992. Claudia Moda era liderada por Maria da Penha Bueno de Moraes (diretora de redação) e Costanza Pascolato (editora de moda). O jornalista, cineasta e editor de moda Fernando de Barros era o responsável pelos editoriais de moda masculina da revista.
O título apareceu inicialmente como uma das várias edições segmentadas da revista Claudia, talvez a principal revista feminina editada no Brasil no período. Essas publicações, chamadas de "filhotes", tratavam de temas como decoração (Casa de Claudia, depois Casa Claudia), gastronomia (Claudia Cozinha), maternidade (Claudia Nossos Filhos, posteriormente Claudia Bebê) e moda (Claudia Moda). Durante a maior parte de sua existência, Claudia Moda era um catálogo de anunciantes da indústria da moda e trazia um editorial principal (multitemático) utilizando uma fórmula criada pela editora Diana Vreeland nas revistas americanas Harper's Bazaar e Vogue: as principais tendências de uma dada estação eram fotografadas em uma locação especial com uma equipe de modelos femininos e masculinos (em separado) e um único fotógrafo para cada grupo. Esse formato garantia uma linguagem visual que se tornou uma espécie de assinatura da revista. Em algumas edições, havia também textos e colunas.  A revista tinha três ou quatro edições por ano, geralmente organizadas em torno das estações utilizadas pela indústria da moda (outono-inverno, primavera-verão e alto verão). Em seus últimos anos, o titulo abandonou esse formato e publicava editoriais variados, como a maioria das revistas do gênero. A revista também produzia uma publicação específica para profissionais da indústria da moda (fabricantes e lojistas), o Jornal de Claudia Moda, que circulava durante as edições da Feira Nacional da Indústria Têxtil (Fenit), um dos eventos mais tradicionais do setor. Nesse sentido, e apesar da qualidade de seus editoriais, Claudia Moda era, em vários aspectos, uma trade magazine, publicação voltada para os profissionais de um determinado nicho da economia.

## Editoriais
Claudia Moda ganhou notoriedade por seus editoriais. Sob a edição de Constanza Pascolato, um grupo de modelos femininas era levado para uma locação especial e fotografado em matérias que apresentavam as principais tendências em cada edição. J.R. Duran foi o fotógrafo mais frequente nas edições femininas. A dupla formada por Pascolato e Duran marcou a fotografia de moda no Brasil. No editorial masculino, sob a edição de Fernando de Barros, Serapião era o fotógrafo mais frequente e a fórmula editorial era a mesma. Em várias edições, a revista trazia uma capa dupla com um casal de modelos.
Entre os modelos que apareceram nos editoriais de Claudia Moda estavam Patricia Monteiro de Barros, Fátima Muniz Freire, Maína Dentzuk, Rosana de Oliveira, Claudia Tollendal, Claudia Ferrabraz, Décio Ribeiro, Zee Nunes, Olivier Anquier, entre outros.

## Revistas de moda dos anos 1980
Claudia Moda fez parte de uma geração de revistas de moda com uma proposta editorial ousada e fotógrafos que se tornariam célebres. Alguns autores apontam a existência de uma rivalidade entre Claudia Moda e as revistas Moda Brasil e Vogue Brasil. Enquanto Pascolato e Duran assinavam os principais editoriais em Claudia Moda, Nettzy Carvajal e Luiz Tripoli eram a dupla principal na Moda Brasil e Regina Guerreiro e Miro colaboravam na Vogue Brasil. No entanto, era comum que os fotógrafos trabalhassem para dois ou mais títulos.